# 普里第聶伯羅夫斯凱
普里第聂伯罗夫斯凯（羅馬化：Prydniprovs'ke），是乌克兰赫尔松州赫尔松区赫尔松市镇内的乡村居民点。

## 历史
2020年7月17日，根據行政區劃改革，該乡村居民点成为新成立的赫尔松区的一部分。 
2022年3月，该村在俄羅斯入侵烏克蘭期间被俄军暂时占领。

## 人口
根据1989年的乌克兰苏维埃社会主义共和国人口普查，该村人口为193人，其中男性85人，女性108人 。
根据2001年的人口普查，该村人口為150人。

### 语言
根据2001年的人口普查，該村人口的母語為：
| 语言     | 人口百分比 |
| -------- | ---------- |
| 烏克蘭語 | 69.33 %    |
| 俄语     | 30.67 %    |

## 外部鏈接
- 普里第聂伯罗夫斯凯天气 （页面存档备份，存于）